# Laneuveville-aux-Bois
Laneuveville-aux-Bois – miejscowość i gmina we Francji, w regionie Grand Est, w departamencie Meurthe i Mozela.
Według danych na rok 1990 gminę zamieszkiwało 318 osób, a gęstość zaludnienia wynosiła 17 osób/km² (wśród 2335 gmin Lotaryngii Laneuveville-aux-Bois plasuje się na 732. miejscu pod względem liczby ludności, natomiast pod względem powierzchni na miejscu 209.).

## Populacja

Populacja Laneuveville-aux-Bois w latach 1962–2008